# زمین‌لرزه ۱۹۴۹ کارلیووا
زمین‌لرزه کارلیووا  در تاریخ ۱۷ اوت ۱۹۴۹ میلادی، برابر با ‎۲۶ مرداد ۱۳۲۸، ساعت ۱۸:۴۴:۱۳ به زمان یوتی‌سی در ترکیه ، منطقه کارلیووا رخ داد. بزرگی آن ۶٫۸ در مقیاس ریشتر اعلام شده‌است. زمین‌لرزه به وقت محلی در روز چهارشنبه، ساعت ۲۰ روی داده و منطقه زمانی آن یوتی‌سی +۲ بوده‌است (با لحاظ تغییر ساعت تابستانی).
سازمان زمین‌شناسی آمریکا نیز جای این زمین‌لرزه را در مختصات ۳۹°۰۰′شمالی ۴۰°۳۰′شرقی / ۳۹°شمالی ۴۰٫۵°شرقی و بزرگی آنرا برابر با ۶٫۸ در مقیاس ریشتر اعلام کرده‌است.
شمار کشتگان زلزله حدود ۳۲۰ نفر بوده‌است.تعداد زخمیان ۳۵۵ نفر برآورده شده‌است. گسل مسبب این زمین‌لرزه گسل شمال آناتولی بوده است.